# 维约蓬
维约蓬（法語：Vieux-Pont，法語發音：[vjø pɔ̃]，意为“老桥”）是法国奥恩省的一个市镇，位于该省中西部，属于阿让唐区。

## 地理
维约蓬（48°39'2"N, 0°8'41"W）面积9.67 平方千米，位于法国诺曼底大区奧恩省，该省份为法国西北部内陆省份，北起顺时针与卡爾瓦多斯省、厄尔省、厄尔-卢瓦省、萨尔特省、马耶讷省和芒什省接壤。
与维约蓬接壤的市镇（或旧市镇、城区）包括：阿瓦讷、布塞、茹埃迪普兰、拉讷、圣玛丽拉罗贝尔、圣马丹莱吉永。

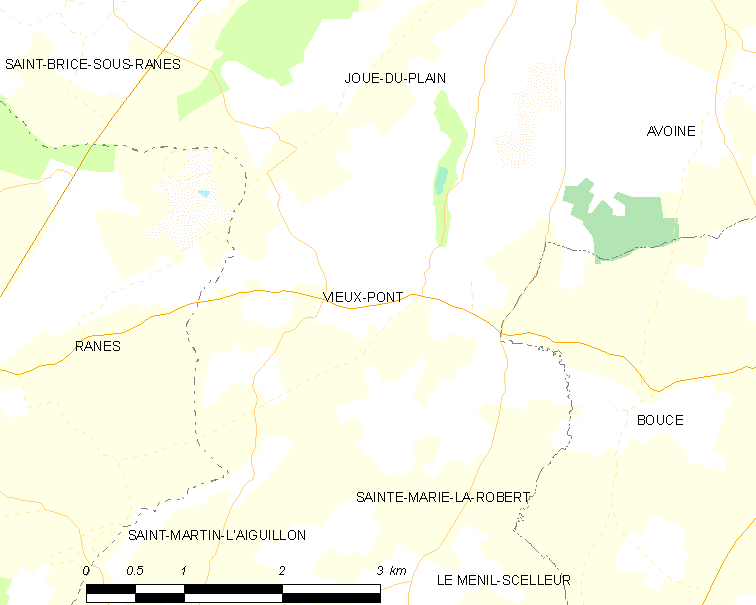
维约蓬的OSM定位图

维约蓬的时区为UTC+01:00、UTC+02:00（夏令时）。

## 行政
维约蓬的邮政编码为61150，INSEE市镇编码为61503。

## 政治
维约蓬所属的省级选区为马尼勒代塞尔县。

## 人口

1962-2008年间维约蓬人口变化图示

维约蓬于2022年1月1日时的人口数量为200人。